# Hauzenberger Graphit
Hauzenberger Graphit ist ein Graphitvorkommen bei Hauzenberg, Gemeindeteil Kropfmühl, in dem seit mehr als einem Jahrhundert Kohlenstoff mit hexagonalem Schichtgitteraufbau und einer Dichte von 2,25 abgebaut wird. Es handelt sich um das einzige Graphitvorkommen in Deutschland, in seiner Qualität allerdings nicht gleich dem Ceylongraphit. 
Die ersten Graphitgruben entstanden zu Beginn des 18. Jahrhunderts. Graphit wurde im Grundeigentümerbergbau gewonnen, so dass in absatzgünstigen Zeiten die Grundbesitzer zu beträchtlichem Reichtum kamen.
Ursprünglich wurde das geförderte Material nur rund um Passau, besonders in Obernzell, als Zusatz zu klassischen Tontiegeln („hessische Tiegel“) verarbeitet und als „Passauer Tiegel“ bezeichnet und vermarktet. Die Technik, den hessischen Tiegeln Graphit zuzufügen, wurde alsbald von den über weitaus größere Kapazitäten und Tonvorkommen verfügenden Tiegelherstellern in Hessen (Bezirk Großalmerode) und auch Tiegelherstellern im nordrhein-westfälischen Neheim-Hüsten übernommen. Seitdem gilt es als Basismischung aller Ton-Graphittiegel, auch in England (Morgan) und den USA (Vesuvius) hergestellt.
In den Hauzenberger Graphitgruben wurde 1795 erstmals auch Titanit entdeckt. Der Fundort gilt daher auch als dessen Typlokalität. Weitere Mineralfunde an diesem Fundort sind Feldspate, Glimmer, Hornblende, Quarz und Talk.